# BK Camelopardalis
BK Camelopardalis, är en ensam stjärna i den mellersta delen av stjärnbilden Giraffen. Den har en genomsnittlig skenbar magnitud av ca 4,74 och är svagt synlig för blotta ögat där ljusföroreningar ej förekommer. Baserat på parallax enligt Gaia Data Release 2 på ca 6,1 mas, beräknas den befinna sig på ett avstånd på ca 540 ljusår (ca 165 parsek) från solen. Den rör sig närmare solen med en heliocentrisk radialhastighet på ca -3,5 km/s. Stjärnan antas ingå i gruppen Cassiopeia-Taurus av stjärnor med gemensam egenrörelse.

## Egenskaper
BK Camelopardalis är en blå till vit stjärna i huvudserien av spektralklass B2.5 Vne. där suffixet ’n’ anger diffusa linjer i dess spektrum på grund av snabb rotation. Förekomsten av emissionslinjer i spektrumet har varit känd åtminstone sedan 1895. Den har en massa som är ca 7,5 solmassor, en radie som är ca 4 solradier och har ca 1 080 gånger solens utstrålning av energi från dess fotosfär vid en effektiv temperatur av ca 18 700 K. Spektrogram av stjärnan har tagits sedan 1905, vilket ger en lång historik av dess variationscykler. Den varierar i ljusstyrka från en topp på 4,76 ner till 4,90.
BK Camelopardalis ligger i mitten av en cirkulär, skivliknande struktur som sträcker sig över 1,4 grader, vilken kan vara en "magnetisk trattliknande struktur" med emission i radiobandet. Neutralt väte längs denna stjärnas bana har visat sig vara bristfälligt, vilket kan vara resultatet av joniserande strålning från stjärnan.
Två stjärnor har upplösts nära BK Camelopardalis. Den första, betecknade BK Camelopardalis Ab, ligger separerad med cirka 0,13 bågsekund. Om den är fysiskt förbunden med BK Camelopardalis, skulle det ha en omloppsperiod på flera decennier. Den andra stjärnan betecknas som BK Camelopardalis B men är sannolikt ett optiskt par med den centrala BK Camelopardalis, det vill säga ett slumpmässigt sammanträffande.